# リバルタ反応

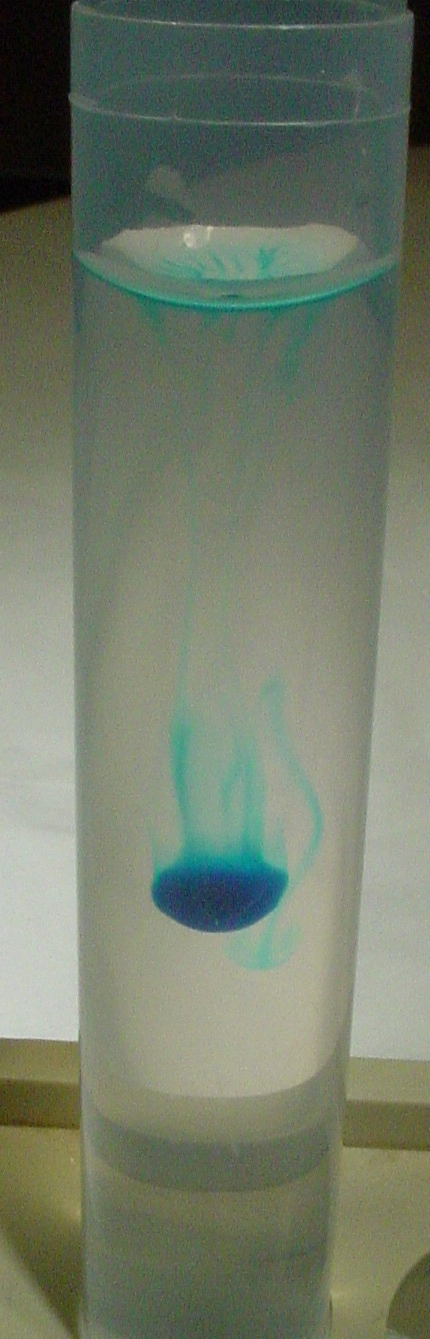
リバルタ反応。猫伝染性腹膜炎の検体（見やすいようにメチレンブルーで着色）。

リバルタ反応とは、腹水・胸水などの穿刺液が滲出液か漏出液かを鑑別するための古典的な検査であり、希酢酸中に滴下した穿刺液の白濁を観察することにより判定を行う。

## 検査の目的
リバルタ反応は、胸水、腹水などの穿刺液が、滲出液であるのか、漏出液であるのか、簡便・迅速に判定することを目的とする。
滲出液（浸出液と表記することもある）とは、局所の炎症、悪性腫瘍、などの組織傷害により貯留した液体である。漏出液とは、心不全、肝硬変、など、局所とは別の疾患により、血管内の水分が漏出して貯留したものである。
胸水、腹水など体腔内の液体貯留を見たときは、その原因が局所にあるのか（滲出液）、それとも、全身の病態を反映したものか（漏出液）を鑑別することが、診断と治療の上で重要である。

## 検査の方法と判定
希酢酸液（水200 mLに酢酸3、4滴程度）中に胸水・腹水等の穿刺液を滴下し、雲状の白濁の発生と下降の程度を観察する。
滲出液の場合は、濃厚な白雲を生じて速やかに下降し、20c m以上追跡できる。これをリバルタ反応陽性とする。
漏出液では淡い白雲を生じて徐々に下降し中途で消える。これを陰性とする。

## 検査の長所と限界
特殊な機器や薬品を要せず、安価で、どこでも簡単・迅速に実施できるのがリバルタ反応の特長である。
しかし、検査手技は標準化されておらず、判定が観察者の主観に左右されやすいという問題がある。また、偽陰性・偽陽性があり、本検査単独で滲出液と漏出液を確実に区別することはできない。

## 検査の原理
リバルタ反応の原理は明らかになっていない。検体の蛋白濃度が高いほどリバルタ反応は陽性となりやすい（蛋白量 3%以下では陰性、4 %以上では陽性、3-4 %では80 %以上陽性）とされるが、
それを否定する報告もある。
蛋白量以外には、漿膜腔（腹腔、胸腔、心膜腔）の炎症で増加するヒアルロン酸などの酸性多糖体も関係するとされる。
白濁の成分として、C反応性蛋白、 α1-アンチトリプシン、 α1-酸性糖タンパク質、ハプトグロビン、トランスフェリン, セルロプラスミン、 フィブリノーゲン、ヘモペキシンが同定されており、いずれも急性相反応物質
であるので、リバルタ反応陽性は、単なる蛋白の漏出にとどまらず、炎症の存在をも反映しているとの報告がある。

## 歴史と現状
リバルタ反応は、イタリアの医師、ファビオ・リバルタ（Fabio Rivalta、1861-1938）が1895年に発表した古典的な検査である。
安価で簡便ではあるので広く用いられていたが、客観性に欠けることから、
近年は、より精度の高い生化学的検査（蛋白定量、LD活性、グルコース濃度、など）におきかえられ、ヒトでは実施されなくなった【ref】。

## 獣医学領域での利用
リバルタ反応はヒトでは用いられなくなったが、
獣医学領域では、現在でも、猫伝染性腹膜炎（FIP）の診断の補助に用いられることがある。
腹水ないし胸水の貯留したネコのほぼ半数が猫伝染性腹膜炎であり、リバルタ反応の陽性的中率は86 %、陰性的中率は96 %であったとの報告があり、
猫伝染性腹膜炎の診断に有用と評価されている。ただし、細菌性腹膜炎や悪性リンパ腫でもリバルタ反応が陽性になることがあり、リバルタ反応陽性のみで猫伝染性腹膜炎と確定診断することはできない。